# Якович, Михаил Яковлевич
Михаил Яковлевич Якович (1923—1995, Москва, Россия) — советский кинооператор. Заслуженный деятель искусств РСФСР (1974).

## Биография
М. Я. Якович родился 26 июля 1923 года. Проживал по адресу: Москва, Станкевича,16/4.
С 1955 год работал на Киностудии имени М. Горького. Являлся Членом Союза кинематографистов СССР.
Умер в 1995 году. 
Похоронен на Введенском кладбище Москвы (участок № 4).
Член КПСС с 1965 года.

### Семья
Жена — архитектор Ксения Николаевна Стойко (1926—2006)

## Награды и премии
- Заслуженный деятель искусств РСФСР (1974).

## Фильмография
- 1956 — Сказка о попе и о работнике его Балде (анимационный)
- 1962 — Венский лес (короткометражный)
- 1962 — Здравствуйте, дети!
- 1964 — Тетка с фиалками (короткометражный)
- 1965 — Сердце матери
- 1966 — Верность матери
- 1968 — Три дня Виктора Чернышева
- 1971 — Человек с другой стороны / Mannen från andra sidan (СССР, Швеция)
- 1972 — Иванов катер
- 1973 — И тогда я сказал — нет…
- 1975 — Меняю собаку на паровоз
- 1977 — Смятение чувств
- 1977 — Предательница
- 1980 — Эскадрон гусар летучих
- 1981 — Ришад — внук Зифы
- 1982 — Однолюбы
- 1984 — Приказано взять живым
- 1985 — Сделка
- 1986 — Конец света с последующим симпозиумом
- 1989 — Стеклянный лабиринт
- 1989 — Мир вам, Шолом! (документальный)